# Jumellea lignosa
Jumellea lignosa är en orkidéart som först beskrevs av Rudolf Schlechter, och fick sitt nu gällande namn av Rudolf Schlechter. Jumellea lignosa ingår i släktet Jumellea och familjen orkidéer.
Artens utbredningsområde är Madagaskar.

## Underarter
Arten delas in i följande underarter:
- J. l. acutissima
- J. l. latilabia
- J. l. lignosa
- J. l. tenuibracteata